# Idioma khoe
Khwe  /ˈkweɪ/ (también traducido  Kxoe, Khoe   /ˈkɔɪ/) es un continuo dialectal de las lenguas khoe de Namibia, Angola, Botsuana, Sudáfrica y partes de Zambia, con unos 8.000 hablantes.

## Clasificación
Khwe es un miembro de la familia de lenguas khoe.
La reunión de 2000 del Grupo de Trabajo de Minorías Indígenas en Sudáfrica (WIMSA) produjo la Declaración de Penduka sobre la estandarización de las lenguas ju y khoe, que recomienda que Khwe se clasifique como parte de la familia Central Khoe-San, un lenguaje de grupo que comprende Khwe, ǁAni y Buga.
 Khwe  es la ortografía preferida según lo recomendado por la Declaración de Penduka, pero el idioma también se conoce como  Kxoe ,  Khoe-dam  y  Khwedam . "Barakwena, Barakwengo" y "Mbarakwena" se refieren a hablantes del idioma y se consideran peyorativos.
Otros nombres y ortografías de ǁAni incluyen  ǀAnda, Gǀanda, Handá, Gani  y  Tanne  con varias combinaciones de  -kwe / khwe / khoe  y  -dam .

## Historia
La población de habla khwe ha residido alrededor del "monte" en áreas de África subsahariana durante varios miles de años. Los testimonios de hablantes vivos de Khwe señalan que sus antepasados provienen de las  Tsodilo Hills, en el Delta del Okavango, donde principalmente utilizaron técnicas de cazador-recolector para la subsistencia. Estos testimonios también indican que los hablantes de khwe vivos se sienten sin tierra y sienten que los gobiernos de Botsuana y Namibia les han quitado sus tierras y sus derechos.
Hasta la década de 1970, la población de habla khwe vivía en áreas inaccesibles para la mayoría de los occidentales en partes remotas de Namibia, Angola, Zambia, Botsuana y Sudáfrica. Desde entonces, los medios de subsistencia han pasado de ser principalmente cazadores-recolectores a prácticas más occidentalizadas. La primera  Bantu - educación de habla que los hablantes de Khwe recibieron fue en 1970 en un asentamiento en Mùtcʼiku, un asentamiento cerca del río Okavango.
Algunos argumentan que esto puso al idioma en un estado de declive, ya que las poblaciones más jóvenes aprendieron idiomas bantú, como  Tswana. El khwe se aprende localmente como segundo idioma en Namibia, pero el idioma se está perdiendo en Botsuana a medida que los hablantes cambian al tswana. También se argumenta que esto ha llevado a una ampliación semántica del significado de las palabras en el idioma Khwe. Por ejemplo, "escribir",  ǁgàràá , se usaba anteriormente para describir una "actividad que los miembros de la comunidad realizan durante las ceremonias de curación". La ampliación semántica de los significados de las palabras también ha penetrado en otras partes de la cultura de habla khwe, como la comida, los animales y otras formas de denominación que, según algunos, han introducido el inconformismo. Teniendo en cuenta esto, los significados originales de estas palabras todavía se entienden y utilizan durante las prácticas culturales Khwe.
Mientras que los hablantes de Khwe tuvieron un contacto mínimo con los forasteros hasta 1970, hubo una interacción limitada entre los Khwe y los  misioneros a principios y mediados del siglo XX. Los misioneros, en su mayor parte, no logró convertir a la población de habla khwe. La introducción a los misioneros, sin embargo, introdujo la cultura occidental y los idiomas, además de los idiomas bantú.
A pesar de la influencia de las lenguas bantúes en la educación de hablantes de khwe, históricamente, khwe y otras lenguas khoisan han tenido influencias lingüísticas en las lenguas bantúes. Los hablantes de lengua bantú de las regiones de Okavango y Zambezi emigraron al área durante la  Migración bantú, y entraron en contacto con los hablantes nativos de Khoe en el área. A través de este contacto inicial, lenguas bantúes como  Xhosa y  zulú, entre otros, adaptaron los clics de los idiomas khoe y los integraron en su fonología, de forma reducida mediante paralexificación. Algunos estudiosos argumentan que los cambios "inducidos por contacto" en las lenguas bantúes han contribuido a cambio de idioma de las lenguas khoe, como Khwe, a las lenguas bantú debido a la mayor familiaridad con la fonología.

## Distribución
Los Khoe ocupan principalmente el delta del Okavango de Botsuana. Específicamente, los hablantes de Khwe viven principalmente en el área occidental  Caprivi en Namibia, sin embargo, la totalidad de la población Khoe ocupa una geografía mucho más grande. Los hablantes de Khwe en el oeste de Caprivi son algo distantes,  léxico, de otras lenguas Khoe similares, como  Damara. Según una encuesta de dialecto realizada por el Departamento de Lenguas Africanas de la Universidad de Namibia, se reveló que proto-Damara muy probablemente migró a través del área occidental de Caprivi antes de que los Khwe se asentaran en el área, ya que hay poca superposición léxica.
La distribución de los hablantes de Khwe en la región metropolitana de Kavango-Zambezi influyó en clicks en las lenguas Khoisan, argumentan algunos. El Khwe, y otros pueblos de habla khoe, residían en el sur de África, antes de la gran migración bantú, que ocurrió hace unos 5.000 años. En esta migración, la población de habla bantú de  Oeste y África central, alrededor de las zonas fronterizas de Nigeria - Camerún, migró a África meridional, y en este proceso, se encontró con la población nativa Khwe. Si bien los khwe emigraron a Caprivi y a la región de Kavango-Zambezi después de Damara, ciertamente estuvieron allí hace 5.000 años cuando los hablantes de bantú emigraron a la zona y, a través de sus intercambios lingüísticos y culturales, ambos idiomas se alteraron fundamentalmente. Las secciones de  morfología, sintaxis y fonología de esta página discuten más a fondo los cambios ocurridos y cómo han influido en los Khwe contemporáneos.
En la actualidad, se estima que 3700 hablantes de Khwe viven en Namibia, y la gran mayoría reside en la región occidental de la Región de Zambezi. Los asentamientos Khwe más grandes conocidos son Mutc'iku, ubicado junto al río Okavango, y Gudigoa en Botsuana.
Teniendo en cuenta esto, ha habido importantes migraciones forzadas debido a las presiones del gobierno que han influido en la distribución contemporánea de hablantes de Khwe. En 1990, 4000 personas de habla Xhu y Khwe, incluyendo exmiembros del 31 Batallón (SWATF) que lucharon bajo la Fuerza de Defensa de Sudáfrica en la Guerra de Namibia, se establecieron en una ciudad de tiendas de campaña en Schmidtsdrift, Sudáfrica. En 2003, la mayoría de esta comunidad se trasladó a Platfontein, en las afueras de  Kimberley, tras la reclamación de tierras comunitarias de Schmidtsdrift.

## Fonología
Khwe tiene 70 consonantes fonémicas, incluidas 36  clics, así como 25 fonemas vocales, incluidos diptongos y vocales nasalizadas. Se ha analizado que el sistema de tonos de Khwe contiene 9 tonos silábicos (3 registros y 6 contornos), aunque los análisis propuestos más recientemente identifican sólo 3 tonos léxicos, alto, medio y bajo, con el  mora como la unidad básica de la estructura fonológica. Los procesos de tono sandhi son comunes en Khwe y lenguajes relacionados.

### Vocales
|             | Frontal | Central | Trasera |
| ----------- | ------- | ------- | ------- |
| Cerrada     | i       |         | u       |
| Semicerrada | e       |         | o       |
| Semiabierta | ɛ       |         | o       |
| Abierta     |         | a       |         |

| Diptongos    | Diptongos | Diptongos | Diptongos | Diptongos |
| ------------ | --------- | --------- | --------- | --------- |
| Cerrados     | ui        | ue        | uɛ        | ua        |
| Semicerrados | ei        | eu        |           |           |
| Semicerrados | oe        | oɛ        | oa        |           |
| Abiertos     | ae        | ao        |           |           |

- /o/ se realiza como [o] cuando se alarga, pero se realiza como [ɔ] si se pronuncia corto.
- Tres vocales nasales se reconocen como /ã ĩ ũ/. También existe una /õ/ nasal, pero solo en diptongos como /õã/.
- Los diptongos nasales incluyen /ãĩ, ũĩ, ãũ, õã/.
- /oɛ/ y /uɛ/ varían libremente con /oe/ y /ue/, pero solo dependen de los hablantes.

### Consonantes
|             |             | Labial | Alveolar | Postalveolar | Palatal | Velar | Velar | Uvular | Glotal |
| plain       | pal.        | Labial | Alveolar | Postalveolar | Palatal |       |       | Uvular | Glotal |
| ----------- | ----------- | ------ | -------- | ------------ | ------- | ----- | ----- | ------ | ------ |
| Nasal       | Nasal       | m      | n        |              | ɲ       | ŋ     | ŋ     |        |        |
| Oclusiva    | sorda       | p      | t        |              |         | k     | kʲ    | q      | ʔ      |
| Oclusiva    | Aspirada    | pʰ     | tʰ       |              |         | kʰ    | kʰʲ   |        |        |
| Oclusiva    | Ejectiva    |        | tʼ       |              |         |       |       |        |        |
| Oclusiva    | Sonora      | b      | d        |              |         | ɡ     | ɡʲ    |        |        |
| Oclusiva    | prenasal    | ᵐb     | ⁿd       |              |         | ᵑɡ    | ᵑɡ    |        |        |
| Africada    | sorda       |        |          | t͡ʃ           |         |       |       |        |        |
| Africada    | sonora      |        |          | d͡ʒ           |         |       |       |        |        |
| Africada    | velar       |        | tx       | t͡ʃx          |         |       |       |        |        |
| Africada    | ejectiva    |        |          | t͡ʃʼ          |         | kxʼ   | kxʼ   |        |        |
| Fricativa   | sorda       | f      | (s)      | ʃ            | (ç)     | x     | x     |        | h      |
| Fricativa   | sonora      | v      |          |              |         |       |       |        |        |
| Vibrante    | Vibrante    |        | r        |              |         |       |       |        |        |
| Aproximante | Aproximante |        | (l)      |              | j       | w     | w     |        |        |

- /ʃ/ se realiza como [ç] solo en Buma-Khwe, pero como [s] en ǁXo-Khwe y Buga-Khwe, y como [ʃ] en ǁXom-Khwe
- /l/ solo se encuentra en préstamos.

### Consonantes click
Los inventarios de Khoe click generalmente combinan cuatro tipos de constricciones anteriores con nueve a once constricciones anteriores. El tamaño exacto del inventario de clics en Khwe no está claro. Köhler estableció un inventario de 36 fonemas de clic, a partir de combinaciones de cuatro afluencias / ǀ ǂ !! ǁ /, y nueve eflujos, así como un clic alveolar sonoro, ⟨ǃ̬⟩ prestado. Khwe es el único idioma que tiene un clic sonoro precavido.
|                   | Dental | Retroflexa | Palatal | Lateral |
| ----------------- | ------ | ---------- | ------- | ------- |
| Sorda             | ǀᵏ     | !!ᵏ        | ǂᵏ      | ǁᵏ      |
| Parada glotal     | ǀˀ     | !!ˀ        | ǂˀ      | ǁˀ      |
| Sonora            | ǀᶢ     | !!ᶢ        | ǂᶢ      | ǁᶢ      |
| Aspirada          | ǀᵏʰ    | !!ᵏʰ       | ǂᵏʰ     | ǁᵏʰ     |
| Nasal             | ᵑǀ     | ᵑ!!        | ᵑǂ      | ᵑǁ      |
| Nasal sonora      | ᵑǀᶢ    | ᵑ!!ᶢ       | ᵑǂᶢ     | ᵑǁᶢ     |
| Parada uvular     | ǀq     | !!q        | ǂq      | ǁq      |
| Fricativa         | ǀᵏˣ    | !!ᵏˣ       | ǂᵏˣ     | ǁᵏˣ     |
| Ejectiva africada | ǀᵏˣʼ   | !!ᵏˣʼ      | ǂᵏˣʼ    | ǁᵏˣʼ    |

### Tonos
Hay tres tonos en Khwe: alto /V́/, medio /V̄/, bajo /V̀/. Las vocales largas y los diptongos tienen ocho tonos (solo faltan * medio-bajo como combinación).

## Morfología
Khwe es un idioma de sufijos y, por lo tanto, tiene un rico inventario de sufijos para marcar la cabeza en sustantivos y verbos. Los verbos toman tiempo-aspecto-estado de ánimo sufijos (TAM), marcando para causativo, aplicativo,  comitativo,  locativo,  pasivo,  reflexivo y recíproco. Los sustantivos están marcados con sufijos de número de género de persona (PGN). La división de género en Khwe se basa en el sexo y se expresa mediante PGN, y el género se marca incluso en primera persona, dual y plural.
La negación en Khwe se indica con la partícula negativa final de cláusula  vé , que se puede usar para indicar la no ocurrencia de un evento, la no ecuación entre entidades y la no posesión de una entidad. También se puede utilizar la partícula post-verbal  tí , aunque su aplicación se limita a funciones prohibitivas, como el  imperativos negativo y el hortativo negativo y  jussive  construcciones, en las que también se puede utilizar  vé .

## Sintaxis
Generalmente, las lenguas khoisan tienen un orden constituyente SV. Las lenguas khoisan centrales tienen un AOV orden constituyente dominante, incluido el Khwe, aunque el orden OAV se usa con más frecuencia en conversaciones casuales y narraciones.
Khwe carece de una clase separada de adjetivo s. Pronombre s, sustantivo sy verbo s, especialmente los verbos de estado, se pueden usar atributivamente. Khwe tiene un orden  modificador -  head, de qué manera los adverbios preceden al verbo, y los adjetivos y atributos poseedores preceden al sustantivo.
En Khwe, los sujetos de verbo intransitivo s, los sujetos y objetos directos de los verbos transitivos y uno de los objetos de los verbos ditransitivos se omiten comúnmente cuando los hablantes conocen a los participantes a través de un contexto interno o extralingüístico.
Khwe tiene dos construcciones multiverbales que pueden denotar una serie de eventos estrechamente conectados: construcciones de verbos en serie (SVC) y construcciones convergentes. Un SVC expresa un evento complejo compuesto por dos o más eventos únicos que ocurren al mismo tiempo, y una construcción convergente marca la sucesión inmediata de dos o más eventos.
Los SVC en Khwe consisten en dos o más verbos que forman una sola unidad de entonación, con solo el último verbo marcado para TAM. Los verbos precedentes toman obligatoriamente el sufijo de voz activa. Las construcciones de converbios pueden constar de dos o más verbos, de los cuales solo uno lleva la marca TAM.

## Vocabulario
En oposición al postulado universal lingüístico sobre la primacía del dominio visual en la jerarquía de los verbos de percepción, Un SVC expresa un evento complejo compuesto por dos o más eventos únicos que ocurren al mismo tiempo, y una construcción convergente marca la sucesión inmediata de dos o más eventos.
Los SVC en Khwe consisten en dos o más verbos que forman una sola unidad de entonación, con solo el último verbo marcado para TAM. Los verbos precedentes toman obligatoriamente el sufijo de voz activa. Las construcciones de converbios pueden constar de dos o más verbos, de los cuales solo uno lleva la marca TAM.
El verbo de percepción más ampliamente aplicado de Khwe es  ǁám̀ , 'gusto, olfato, tacto'. Khwe tiene tres verbos de percepción, los otros dos son  mṹũ  'ver', y  kóḿ  'escuchar', pero  ǁám̀ , que tiene sus raíces semánticas en la percepción oral, se usa para transmitir información holística. modos de percepción sensorial.
El término Khwe  xǀóa  funciona como un verbo 'ser poco, pocos, algunos' y como una forma alternativa de expresar la cantidad 'tres'. Este término es único por su ambigüedad entre los términos numéricos utilizados por las comunidades africanas de subsistencia de cazadores-recolectores.
Khwe tiene una gran cantidad de préstamos del afrikáans.

## Ortografía
En 1957, Oswin Köhler, fundador del Institut für Afrikanistik en la Universidad de Colonia, diseñó una ortografía de Khwe en la que publicó tres volúmenes de textos y bocetos gramaticales, basados en observaciones del lenguaje y la cultura realizadas durante 30 años. de visitas a Namibia. Como la ortografía de Köhler se diseñó con fines académicos, sus volúmenes se publicaron en alemán y francés y, por lo tanto, inaccesibles para los propios Khwe. Köhler nunca intentó enseñar a leer y escribir a los miembros de la comunidad.
Los estudiosos del instituto que asumieron el trabajo de Köhler no intentaron enseñar la ortografía khwe a hablantes de la primera lengua hasta 1996. A pedido y con la consulta de los Khwe, la ortografía fue revisada y simplificada por Matthias Brenzinger y Mathias Schladt entre 1996 y 1997.
Christa Kilian-Hatz y David Naude publicaron una colección de cuentos populares Khwe en 1999, utilizando la ortografía revisada junto con traducciones interlineales y gratuitas. Kilian-Hatz también publicó un diccionario de Khwe, aunque esto está escrito en la ortografía lingüística que usa símbolos del Alfabeto Fonético Internacional en lugar del uso de Escritura latina para la ortografía aplicada.
A la ortografía revisada no se le ha otorgado estatus oficial en Namibia. El idioma Khwe no se enseña como asignatura ni se utiliza como idioma de instrucción en la educación formal, y existen pocos materiales de alfabetización.